# Plagiochila frayjorgensis
Plagiochila frayjorgensis là một loài rêu trong họ Plagiochilaceae. Loài này được Hässel de Menéndez mô tả khoa học đầu tiên năm 1983.